# Ludwig Nürnberger
Ludwig Nürnberger (* 17. Juli 1884 in Aschbach; † 3. April 1959 in München) war ein deutscher Frauenarzt, Geburtshelfer sowie Hochschullehrer.

## Leben und Wirken
Ludwig Nürnberger wurde 1884 als Sohn eines Pfarrers in Oberfranken geboren. Nach dem Abitur am humanistischen Gymnasium in Hof studierte er Medizin an den Universitäten München und Erlangen, das er 1908 in München mit dem Staatsexamen abschloss. 1918 wurde er zum Dr. med. promoviert. Im unmittelbaren Anschluss an das Studium übernahm Nürnberger eine Assistentenstelle am Pathologischen Institut der Universität Erlangen. 1911 wechselte an die I. Universitätsfrauenklinik in München unter Albert Döderlein.
Im Ersten Weltkrieg leistete er 1914/15 Kriegsdienst als Truppen- und Lazarettarzt. Er erwarb den Dienstgrad eines Oberarztes und wurde mit dem Eisernen Kreuz II. Klasse, dem Bayerischen Militärverdienstorden mit Schwertern und der Prinzregent-Luitpold-Medaille ausgezeichnet. Auf Betreiben Döderleins konnte er ab 1915 wieder an der Klinik arbeiten, war daneben aber weiter als Arzt in einer Nachrichtenersatzabteilung tätig.
1919 wechselte er an die Hamburger Universitätsfrauenklinik unter Theodor Heynemann, wo er bis 1926 als Oberarzt tätig war. Er habilitierte sich dort 1920 und wurde 1924 zum außerordentlichen Professor ernannt. Am 1. Mai 1926 folgte Nürnberger dem Ruf an die Universitätsfrauenklinik Halle. Seine Schüler waren hier der spätere Münchener Ordinarius Richard Fikentscher sowie Josef-Peter Emmrich.
Nürnberger beantragte am 23. Juli 1937 die Aufnahme in die NSDAP und wurde rückwirkend zum 1. Mai desselben Jahres aufgenommen (Mitgliedsnummer 5.070.441). Er war in der Zeit des Nationalsozialismus an Zwangssterilisierungen beteiligt.
Im Oktober 1945 wurde Nürnberger entlassen, erhielt die Lehrbefugnis jedoch bereits im April 1946 auf Befehl der Sowjetischen Militäradministration (SMA) wieder erteilt.
1947 nahm Nürnberger der Ruf an die Frauenklinik der Universität zu Köln an, die er bis 1956, noch ein Jahr über seine Emeritierung 1955 hinaus, leitete. 1957 siedelte er nach München über, wo er 1959 im Alter von 74 Jahren starb. Er wurde auf dem Waldfriedhof bestattet.

## Ehrungen
Ludwig Nürnberger wurde 1928 zum Mitglied der Leopoldina gewählt. Außerdem wurde er zum Ehrenmitglied der Deutschen Gesellschaft für Gynäkologie und Geburtshilfe ernannt.

## Schriften (Auswahl)
- Zur Geschichte des extraperitonealen Kaiserschnittes. Dissertation, Ludwig-Maximilians-Universität München 1909
- Voltulus als Ursache von Melaena neonatorum. J. A. Barth, Leipzig 1913
- Die sterilisierenden Operationen an den Tuben und ihre Fehlschläge. J. A. Barth, Leipzig 1917
- Die Diagnose und Therapie der Syphilis in der Gestationsperiode. Urban & Schwarzenberg, Berlin, Wien 1926
- Die Erkrankungen der Scheide. In: Johann Veit (Begründer):  Handbuch der Gynäkologie. Band 5, J. F. Bergmann, München 1930
- mit Fritz Kermauner: Die Erkrankungen der Eierstöcke und Nebeneierstöcke und die Geschwülste der Eileiter. In: Johann Veit (Begründer):  Handbuch der Gynäkologie. Band 7, 3. Auflage, J. F. Bergmann, München 1952